# 津居山港
津居山港（ついやまこう）は、兵庫県豊岡市津居山にある港。港則法適用港である。津居山は古くは津山湊と呼ばれた。

## 概要
円山川の河口に作られた港で、地理的には西の津居山島と東の堂山に挟まれており、北東に向って開いた津居山湾に臨む。神話によるとアメノヒボコが津居山と瀬戸地区の間の岩を切り開いて、沼地だった但馬の地を田畑へと変えたという。
古くは津山湊と呼ばれ、1500年代に「津居山」の表記が現れ、昭和初期には「津山」と「津居山」の双方の呼称が用いられていた。2つの山が対になって見えることから「ついの山」が語源になっているという説がある。
津居山港で水揚げされた松葉ガニは「津居山かに」というブランドで知られている。

## 周辺の施設
猿ヶ城
津居山港の海上監視のために築かれた砦跡。
津居山港港口西導流堤灯台
1949年（昭和24年）に建設された灯台だが、導流堤の損傷によるとみられる基礎部分の傾きによって、灯塔も傾いていることが2023年に報じられた。2023年度から導流堤の修繕工事が行われるのに合わせて灯台も新調される予定である。